# The Rainbow Star
「The Rainbow Star」（ザ・レインボー・スター）は、堂本剛がENDLICHERI☆ENDLICHERI名義で発売した2枚目のシングル。2006年6月28日にジャニーズ・エンタテイメントから発売された。

## 解説
2006年3月から横浜みなとみらい特設会場で行っていたライブと同じタイトル。
堂本本人曰く『ENDLICHERI☆ENDLICHERIの説明書』で、当初は1枚目のシングルとして2005年末に発売予定であった。

### 仕様・特典
- 初回生産限定盤 - 3面6Pジャケット、フォトステッカー封入[2]
- 通常盤 - 3面6Pブックレット[4]、初回プレス分のみSankakuキャラステッカー封入[要出典]

イベント参加応募券が封入されており、抽選で選ばれた1600人が2006年7月2日に六本木ヒルズアリーナで行われたトークショー（企画会議）に参加できた。

## チャート成績
2006年7月10日付のオリコンチャートで初週11.2万枚を売り上げ、初登場1位を獲得した。堂本剛名義のシングルを含めると首位獲得は今回で4作連続・通算4作目となった。

## 収録曲

### 初回生産限定盤
CD
1. The Rainbow Star
（作詞・作曲：ENDLICHERI☆ENDLICHERI／編曲：上田ケンジ・下神竜哉・ENDLICHERI☆ENDLICHERI）
日本テレビ系音楽番組『音楽戦士 MUSIC FIGHTER』6月度オープニングテーマ
2. いきてゆくことが
（作詞・作曲：ENDLICHERI☆ENDLICHERI／編曲：十川知司・ENDLICHERI☆ENDLICHERI）
3. The Rainbow Star（Backing Track）
4. いきてゆくことが（Backing Track）

DVD
- 「The Rainbow Star」Video Clip

### 通常盤
CD
1. The Rainbow Star
2. いきてゆくことが
3. あなたが何処で今宵誰の腕の強さ想うか
（作詞・作曲：ENDLICHERI☆ENDLICHERI／編曲：上田ケンジ・下神竜哉・ENDLICHERI☆ENDLICHERI）